# Genossenschaftskellerei Heilbronn
Die Genossenschaftskellerei Heilbronn e.G. (ehemals Genossenschaftskellerei Heilbronn-Erlenbach-Weinsberg e.G.), kurz auch WG Heilbronn, ist eine große Weingärtnergenossenschaft im Norden des Weinbaugebiets Württemberg, in der sich über 1000 Weingärtner zusammengeschlossen haben, um ihre Weintrauben gemeinsam keltern, zu Wein auszubauen und vermarkten zu lassen. Die 1.340 Mitglieder der WG Heilbronn bewirtschaften mit 1.420 ha über ein Zehntel der gesamten Anbaufläche des Weinbaugebiets Württemberg.

## Geschichte
Vorläufer der Genossenschaftskellerei waren die aus älteren Weingärtnervereinen entstandenen Weingärtnergenossenschaften der einander benachbarten Orte Heilbronn, Erlenbach und Weinsberg, die 1868 (Weinsberg), 1888 (Heilbronn) und 1948 (Erlenbach) gegründet worden waren und sich am 14. Juni 1972 zusammenschlossen. Ihren Sitz nahm die neu gegründete WG auf Erlenbacher Gebiet im Landkreis Heilbronn, direkt an der Grenze zur Stadt Heilbronn, wo ab dem 1. Juni 1973 ein großes Kellerei- und Verwaltungsgebäude errichtet wurde, in dem am 4. Oktober 1974 erstmals gelesene Trauben entgegengenommen wurden. Zum Gründungszeitpunkt gehörten der Genossenschaftskellerei rund 610 Weingärtner mit einer Rebfläche von rund 600 ha an.
Ab 2007 erfuhr die WG Heilbronn durch mehrere Fusionen ein starkes Wachstum. Am 20. September 2006 entschied die Mitgliederversammlung der Weingärtnergenossenschaft Neckarsulm-Gundelsheim mit einer Mehrheit von 79 %, ab Jahresbeginn 2007 mit der WG Heilbronn zu kooperieren. Nach einer dreijährigen Kooperationsphase sollte dann die Fusion mit der WG Heilbronn erfolgen. Der Grund für diesen Schritt waren wirtschaftliche Probleme der kleineren WG Neckarsulm. Ende Februar 2007 wurde bekannt, dass die Verschmelzung schon im Juni 2007 vollzogen werden soll. Am 18. Juni 2007 stimmten 98,5 % der Wengerter der Weingärtnergenossenschaft Neckarsulm-Gundelsheim der Fusion mit der Genossenschaftskellerei Heilbronn-Erlenbach-Weinsberg zu. Die WG Heilbronn gewann nach der Fusion mit der WG Neckarsulm zu ihren rund 705 ha Rebfläche weitere 35 ha hinzu und hatte damit insgesamt 740 ha Rebfläche. Nachdem am 27. Juni 2007 auch die Mitglieder der WG Heilbronn-Erlenbach-Weinsberg auf einer Generalversammlung mit 93 % für einen Zusammenschluss stimmten, erfolgte die Fusion rückwirkend zum 1. Januar 2007. Rückwirkend zum 1. Januar 2011 erfolgte ein weiterer Zusammenschluss mit der Weingärtner Flein-Talheim eG mit weiteren 300 ha Rebfläche. Kelter, Keller und Verkauf der WG Flein-Talheim bleiben in Flein, Abfüllung, Logistik und Buchhaltung kommen nach Erlenbach. 2012 folgte der Zusammenschluss mit der vor wirtschaftlichen Problemen stehenden Weingärtnergenossenschaft Lehrensteinsfeld, der weitere 130 ha Rebfläche zur WG Heilbronn brachte. Der Wein der Lehrensteinsfelder WG-Mitglieder wird künftig in der Erlenbacher Zentrale ausgebaut.
2013 erfolgte eine weitere Fusion mit der WG Unterheinriet mit 60 ha Rebfläche. Ebenfalls 2013 wurde eine Kooperation mit der benachbarten Weingärtnergenossenschaft Grantschen Weine eG aus dem Weinsberger Stadtteil Grantschen vereinbart. Die Grantschener WG mit 163 Mitgliedern und 148 ha Rebfläche blieb selbstständig, ihre Geschäftsführung und technische Leitung lag aber bei der Genossenschaftskellerei Heilbronn, die auch einen Teil des Vertriebs übernahm. Eine spätere Fusion der beiden Genossenschaften wurde nicht ausgeschlossen und erfolgte schon im Sommer 2014 rückwirkend zum 1. Januar 2014. Der Standort Grantschen blieb erhalten.

## Unternehmen
Mitglieder der WG waren Stand 2010, vor größeren Fusionen, 759 Weingärtnerfamilien, davon etwa 90 Vollerwerbsbetriebe, die zusammen (Stand: März 2010) 745 ha Rebfläche bewirtschafteten. Pro Jahr wurden von ihnen etwa 9.000 bis 10.000 t Trauben angeliefert, aus denen die WG 6 bis 7 Millionen Liter Wein herstellt. Die Lagerkapazitäten der WG (Flaschen- und Tanklager) wurden 1984 erweitert und umfassen etwa 19,5 Millionen Liter Wein. Knapp 100 Mitarbeiter finden bei der WG Arbeit. Nach den Fusionen mit den WGs Flein-Talheim, Lehrensteinsfeld, Unterheinriet und Grantschen hat die WG Heilbronn Stand 2014 rund 1420 Mitglieder, die 1314 ha Rebfläche bewirtschaften, mehr als ein Zehntel der Anbaufläche des Weinbaugebiets Württemberg. Stand 2018 betrug die Gesamtrebfläche sogar 1429 ha. Damit ist die WG Heilbronn gemessen an der Rebfläche (nach der WZG in Möglingen mit rund 2260 ha) die größte Weingärtnergenossenschaft in Württemberg, vor der Lauffener Weingärtner e. G. in Lauffen am Neckar mit rund 850 ha und der Felsengartenkellerei in Besigheim mit rund 660 ha.

## Triebwerk Heilbronn
Unter der Bezeichnung Triebwerk Heilbronn haben sich im Jahr 2011 Jungwinzer der Genossenschaftskellerei zusammengeschlossen. Ziel dieser Gründung war ein enger Austausch der jungen Winzerzukunft untereinander und eine Weiterentwicklung der hochwertigen Produkte der Kellerei. Im Gründungsjahr wurden schon der erste Rieslingjahrgang geerntet. Die Weinberge der Triebwerker sind teilweise mit Reben bepflanzt, die über 60 Jahre alt sind. Es werden jedes Jahr knapp 1500 Flaschen abgefüllt. Seit dem 2014 gibt es einen auch einen Rotwein des Triebwerks, einen Lemberger, der 20 Monate im Barriquefass reift.

## Weine
Die Weine der WG gehören innerhalb des Weinbaugebiets Württemberg zu den Großlagen Kirchenweinberg, Salzberg, Schozachtal und Staufenberg und entstammen den Einzellagen Stiftsberg (Heilbronn), Wartberg (Heilbronn), Kayberg (Erlenbach), Ranzenberg (Weinsberg), Scheuerberg (Neckarsulm), Himmelreich (Gundelsheim), Altenberg (Flein), Eselsberg (Flein), Sonnenberg (Flein), Schloßberg (Talheim), Steinacker (Lehrensteinsfeld), Sommerberg (Unterheinriet) und Wildenberg (Grantschen). 65 % der von der WG angebotenen Weine sind Rotweine, 35 % Weißweine, was den Verhältnissen im „Rotweinland“ Württemberg entspricht. Die hauptsächlich angebauten Rebsorten sind Riesling (ca. 29 %), Trollinger (ca. 19 %), Schwarzriesling (ca. 13 %), Lemberger (ca. 12,5 %), verschiedene Burgundersorten wie Spätburgunder und Samtrot (zusammen ca. 12 %) sowie Kerner (ca. 2 %). Es werden aber auch einige spezielle, von der Menge her weniger bedeutende Sorten wie der Muskateller und der Gewürztraminer angeboten. Auch Sekt, Perlwein, Likör und Spirituosen werden aus den Trauben hergestellt.
Trotz der großen Mengen erzeugt die WG Heilbronn auch qualitativ herausragende Weine, die bei Landes- und Bundesweinprämierungen zahlreiche Preise erzielen. Die DLG stufte anlässlich der Bundesweinprämierung 2005 die WG Heilbronn auf Platz 47 der 100 besten Weinbaubetriebe Deutschlands ein.

## Sonstiges
Neben anderen Genossenschaften und Weingütern beteiligt sich die WG Heilbronn regelmäßig am alljährlichen Heilbronner Weindorf. Sie führte 2023 die 0,75 Liter 
Mehrwegflasche als Ergänzung zur 1 Liter MW ein.